# Jerry Lawson

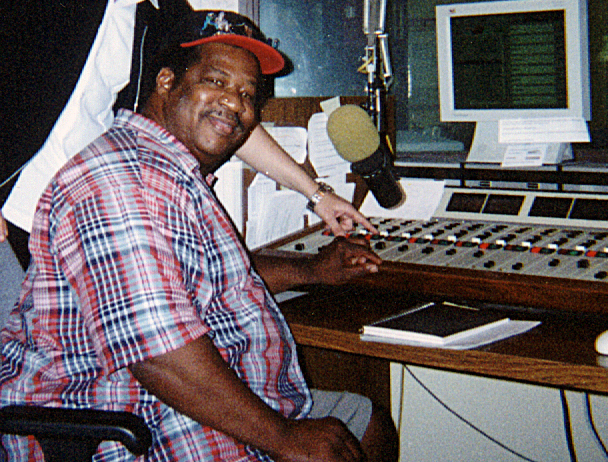

Gerald Anderson „Jerry“ Lawson (* 1. Dezember 1940 in Brooklyn; † 9. April 2011 in Santa Clara) war ein Entwickler von Videospielen. Er leitete unter anderem die Konstruktion der ersten mikroprozessorgesteuerten Spielkonsole, der Fairchild Channel F.

## Leben

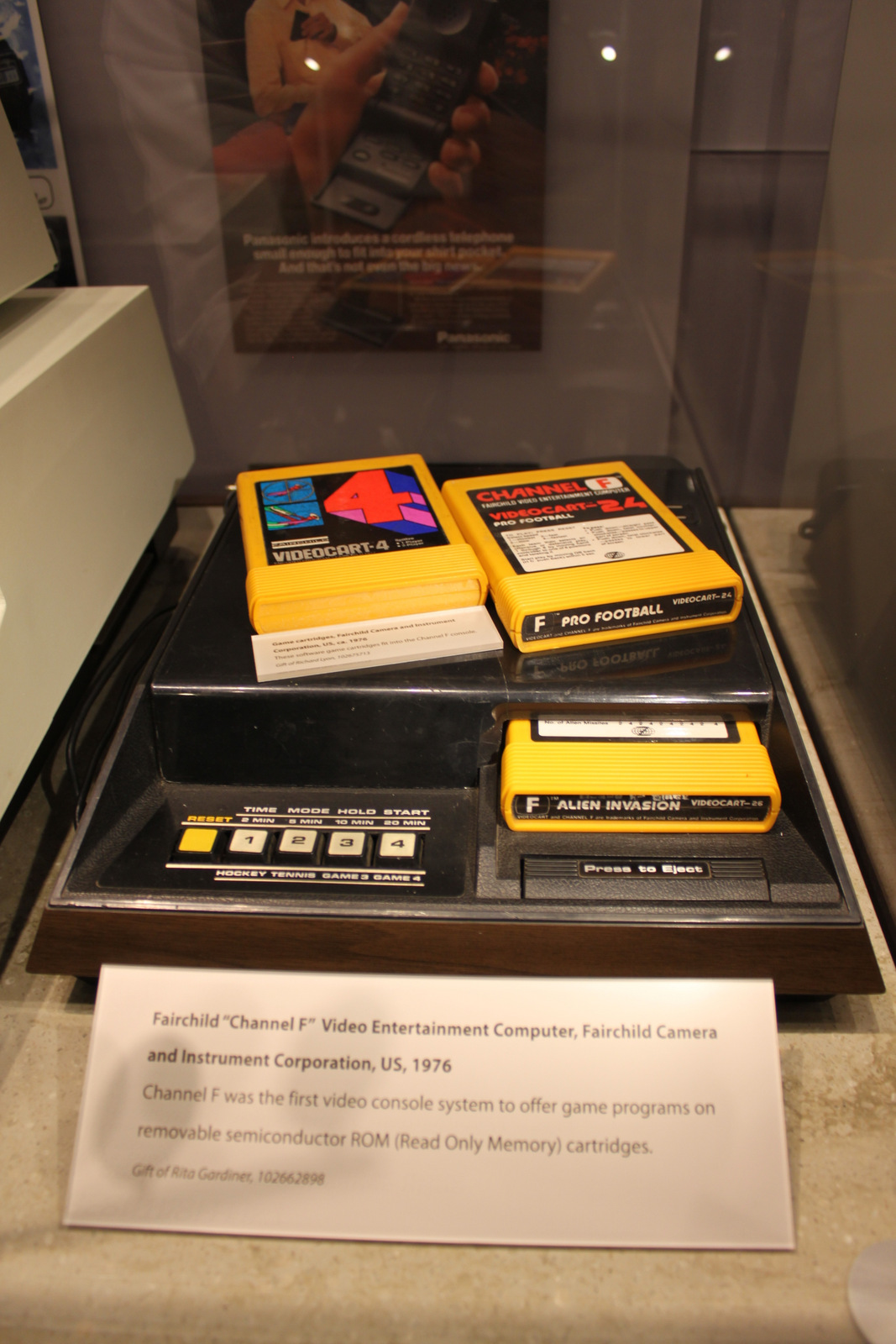
Videospielkonsole Fairchild Channel F

1970 wechselte Lawson als technischer Berater zu Fairchild Semiconductor nach San Francisco. Dort konstruierte er einen der ersten mikroprozessorgesteuerten Arkadeautomaten, Demolition Derby, den er mit dem neu erschienenen F8-Mikroprozessorsystem von Fairchild ausstattete. Mitte der 1970er Jahre wurde Lawson zum Chief Hardware Engineer und zum Director of Engineering and Marketing für die Videospielabteilung von Fairchild befördert. In dieser Position leitete er die Entwicklung der 1976 veröffentlichten Konsole Fairchild Channel F.
In den frühen 1980er Jahren gründete Lawson das Unternehmen Videosoft und entwickelte zunächst Videospiele für die Atari-2600-Konsole. Später verlagerte sich der Fokus auf OEM-Produkte für Parker Brothers, Milton Bradley, Mattel, CBS und Amiga.
Lawson starb am 9. April 2011 im Alter von 70 Jahren an den Folgen seines langjährigen Diabetes.
2022 wurde ihm von der Suchmaschine Google ein Doodle gewidmet, das eine interaktive und editierbare Spielewelt enthält.